# Le premier jour du reste de ta vie
Le premier jour du reste de ta vie is een Franse film uit 2008 geschreven en geregisseerd door Rémi Bezançon.

## Plot
Le premier jour du reste de ta vie vertelt het verhaal van het echtpaar Marie-Jeanne & Robert Duval en hun drie kinderen: Albert, Raphaël en Fleur over een tijdspanne van 12 jaar, doorheen vijf bijzondere dagen. Deze vijf bijzondere dagen zijn beslissend voor het leven van elk personage en hierdoor neemt hun leven dan ook een andere wending.

## Cast
- Jacques Gamblin - Robert Duval
- Zabou Breitman - Marie-Jeanne Duval
- Déborah François - Fleur Duval
- Marc-André Grondin - Raphaël Duval
- Pio Marmaï - Albert Duval
- Roger Dumas - Pierre Duval (de opa)
- Cécile Cassel - Prune
- Sarah Cohen-Hadria - Clara
- François-Xavier Demaison - Dokter Marcaurel
- Stanley Weber - Eric
- Camille de Pazzis - Moïra
- Aymeric Cormerais - Sacha
- Jean-Jacques Vanier - Mathias Moreau
- Philippe Lefebvre - Philippe
- Françoise Brion - Het baasje van de hond
- Gilles Lellouche - De rastafari
- Nina Rodriguez - Fleur Duval op 10-jarige leeftijd

## Prijzen
Le premier jour du reste de ta vie werd in negen categorieën genomineerd voor de Césars van 2009, namelijk de
De film is genomineerd in de volgende categorieën:
- Beste film
- Beste regisseur: Rémi Bezançon
- Beste acteur: Jacques Gamblin
- Beste jong mannelijk talent: Marc-André Grondin
- Beste jong mannelijk talent: Pio Marmai
- Beste jong vrouwelijk talent: Déborah François
- Beste scenario
- Beste filmmuziek: Sinclair
- Beste montage: Sophie Reine

De film won uiteindelijk in de categorieën Beste montage, Beste jong vrouwelijk talent, en Best jong mannelijk talent (Marc-André Grondin)

## Trivia
- De titel van de film is gebaseerd op het gelijknamige liedje van Étienne Daho. Het liedje is te horen op het einde van de film en is tevens te horen in de trailer.